# Episodi di Doraemon (serie animata 2005) (ventunesima stagione)
Questa è la lista degli episodi della ventunesima stagione dell'anime 2005 di Doraemon.
In Giappone è trasmessa su TV Asahi, dal 4 gennaio 2025.

## Episodi
Questa lista è suscettibile di variazioni e potrebbe essere incompleta o non aggiornata.

| Nº  | Giapponese 「Kanji」 - Rōmaji | In onda          | In onda |
| Nº  | Giapponese 「Kanji」 - Rōmaji | Giapponese       |         |
| 759 | 「オオカミ一家」 - Ōkami ikka | 4 gennaio 2025   |         |
| 760 | 「わらってくらそう」 - Wara tte kurasou | 11 gennaio 2025  |         |
| 761 | 「モノモース」 - Monomōsu | 18 gennaio 2025  |         |
| 762 | 「ふしぎな薬」 - Fushigina kusuri | 25 gennaio 2025  |         |
| 763 | 「１０分おくれのエスパー」 - 10-Bu okure no esupā「時間貯金（ちょきん）箱」 - Jikan chokin (chokin) hako                                               | 1⁰ febbraio 2025 |         |
| 764 | 「チョコレートワールドへようこそ」 - Chokorētowārudo e yōkoso「タイムふろしき」 - Taimu furoshiki                                                      | 8 febbraio 2025  |         |
| 765 | 「ドラえもんがいなくてもだいじょうぶ!?」 - Doraemon ga inakute mo daijōbu!?「のび太が消えちゃう？」 - Nobita ga kie chau?                              | 15 febbraio 2025 |         |
| 766 | 「スネ夫の異（い）世界物語」 - Suneotto no i (i ) sekai monogatari                                                                                     | 22 febbraio 2025 |         |
| 767 | 「ロボットがほめれば…」 - Robottogahomereba…「ペットペンキ」 - Pettopenki                                                                              | 1⁰ marzo 2025    |         |
| 768 | 「ピーちゃんが鳥獣戯画（ちょうじゅうぎが）に！？」 - Pī-chan ga chōjū giga (chō-jū giga) ni! ?「ポケットの中のぴょん太」 - Poketto no naka no pyon Dai | 8 marzo 2025     |         |
| 769 | 「さよならジャイアン」 - Sayonara jaian「いただき小ばん」 - Itadakikoban                                                                               | 15 marzo 2025    |         |
| 770 | 「変身ロボット」 - Henshinrobotto「まわりのお天気集めよう」 - Mawari no otenki atsumeyou                                                               | 22 marzo 2025    |         |
| 771 | 「イメージガム」 - Imējigamu「45年後……」 - 45-Nen-go……                                                                                                 | 29 marzo 2025    |         |
| 772 | 「お花見！屋台かんばん」 - O hanami! Yatai kan ban「デビルカード」 - Debirukādo                                                                        | 5 aprile 2025    |         |
| 773 | 「ひい木」 - Hī ki「剛田、いつ？」 - Gōden, itsu? | 12 aprile 2025   |         |
| 774 | 「虹（にじ）色タヌキとドラえもん」 - Niji (niji)-iro tanuki to Doraemon「未来図書券（けん）」 - Miraitoshoken (ken)                                    | 19 aprile 2025   |         |
| 775 | 「たんぽぽくし」 - Tanpopo kushi「プロフィールを盛（も）っちゃえ」 - Purofīru o Mori (mo) tcha e                                                       | 26 aprile 2025   |         |
| 776 | 「ココロコロン」 - Kokorokoron | 3 maggio 2025    |         |
| 777 | 「ママにヤングをプレゼント」 - Mama ni yangu o purezento「あめんぼう」 - Amenbou                                                                       | 10 maggio 2025   |         |
| 778 | 「ステキな道具は交換（こうかん）で！？」 - Sutekina dōgu wa kōkan (kōkan) de! ?「うらないカードボックス」 - Uranai kādobokkusu                         | 17 maggio 2025   |         |
| 779 | 「給食はショータイム」 - Kyūshoku wa shōtaimu「無敵（てき）！コンチュー丹（たん）」 - Muteki (teki)! Konchū ni (tan)                                   | 24 maggio 2025   |         |
| 780 | 「あの猫（こ）に会いタイ」 - Ano neko (ko) ni ai tai「正義（せいぎ）のパトカー」 - Masayoshi (sei gi) no patokā                                        | 31 maggio 2025   |         |
| 781 | 「ミラクルムービーを撮（と）ってみた」 - Mirakurumūbī o to (to) tte mita「バッジどろぼう」 - Bajji doro bō                                             | 7 giugno 2025    |         |
| 782 | 「ジャイアンは日曜日が大嫌（きら）い？」 - Jaian wa nichiyōbi ga dai iya (ki-ra) i?「おかしなおかしなかさ」 - Okashina okashina kasa                   | 14 giugno 2025   |         |
| 783 | 「立体コピー？」 - Rittai kopī「水道ジュース変換（へんかん）アダプター」 - Suidō jūsu henkan (hen kan) adaputā                                         | 21 giugno 2025   |         |
| 784 | 「のび太が発明⁉ ノビライス」 - Nobita ga hatsumei⁉ nobiraisu                                                                                           | 28 giugno 2025   |         |